# 米爾基夫
50°32′5″N 24°41′41″E / 50.53472°N 24.69472°E
米爾基夫（烏克蘭語：Мирків），是烏克蘭的村落，位於該國西部沃倫州，由盧茨克區負責管轄，始建於1545年，面積18.2平方公里，海拔高度233米，2001年人口629，人口密度每平方公里34.56人。